# Thallwitz
Thallwitz – miejscowość i gmina w Niemczech, położona na terenie kraju związkowego Saksonia, w okręgu administracyjnym Lipsk, w powiecie Lipsk.

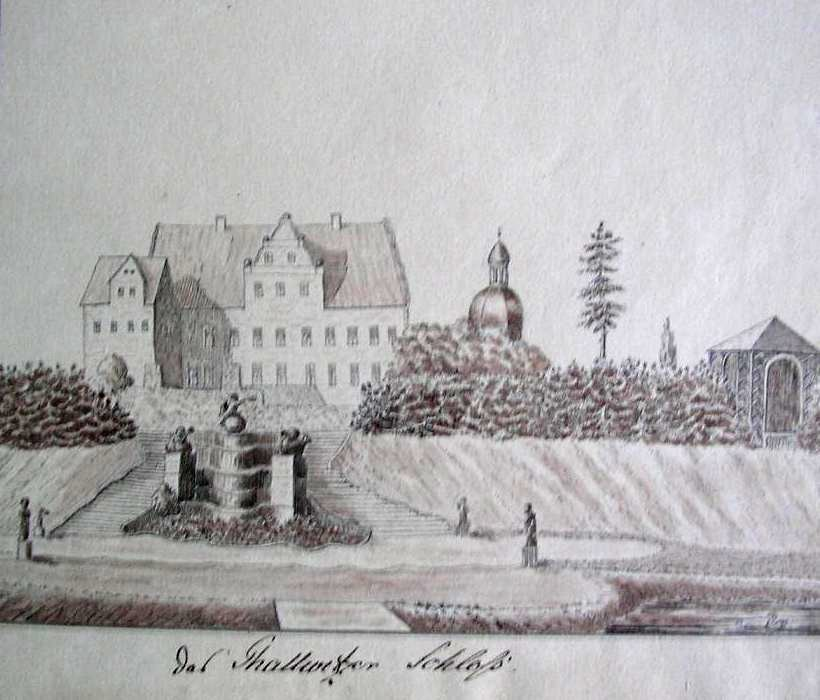
Schloss Thallwitz, 19.Jahrhundert